# 경산역
경산역(Gyeongsan station, 慶山驛)은 경상북도 경산시 사정동에 있는 경부선의 철도역이다. 광역전철 대경선은 이 역부터 구미역까지 모두 지상 구간이다. 광역전철 대경선은 심야에 1편성이 주박한다.

## 특징
일부 ITX-새마을호 열차와 일부 특별 편성된 열차를 제외한 모든 무궁화호 열차가 정차하고 있다. 2012년부터 경산역에서 다른 등급의 열차를 이용하여 동대구역에서 KTX로 환승하는 이용객이 급격하게 늘어나게 되자 2013년 1월 1일부터 각 방향 2회씩 기존선 경유 부산(진주)행과 서울행 KTX 일부 열차가 정차하고 있다. 2009년부터 신축 공사를 진행하여 2011년 10월 4일, 선상 역사가 완공된 후 새로운 역사에서 영업하고 있다.

### 경산역 정차 KTX 열차번호
경산역은 상행과 하행 모두 1일 3회만 정차한다. 또한 상행 1편성 제외하고 모두 서대구역을 무정차 통과한다.
상행: 102(경부선 구포 경유 서울행) , 110(경부선 구포 , 서대구 경유 서울행) , 208(경전선 서울행)
하행: 105(경부선 구포 경유 부산행), 203(경전선 진주행) , 209(경전선 진주행)

## 역사
- 1905년 1월 : 보통역으로 영업 개시
- 1971년 8월 : 역사 준공
- 2000년 1월 : 역사 증축
- 2009년 10월 : 선상역사 신축공사 착공
- 2010년 12월 30일 : 화물 취급 중지[2]
- 2011년 10월 4일 : 신축 역사 완공
- 2013년 1월 1일 : KTX 정차 개시
- 2014년 5월 12일: ITX-새마을 운행 개시
- 2015년 10월 16일 : 청도 불빛열차 운행 개시
- 2021년 12월 31일 : 청도 불빛열차 운행 종료
- 2022년 11월 5일 : 누리로 운행 개시
- 2023년 12월 29일 : KTX 왕복 1회 추가 정차 개시
- 2024년 12월 14일 : 대경선 개통
- 2025년 1월 1일 : 누리로 운행 종료

## 역 구조
승강장은 2면 4선식 쌍섬식 승강장으로 운용된다.
일반열차 플랫폼의 일부를 광역철도용으로 이용하는 서대구역, 대구역, 동대구역과 달리, 경산역은 대경선 광역전철 전용 승강장을 신설했다. 1면 1선으로 운용하고, 야간에 1편성이 주박하기 때문에 동대구발 경산행 회송(출고)열차가 아침 2회, 오후 2회 편성된다.

### 배선도
경산역의 배선도는 다음과 같다.

### 승강장
2024년 12월 14일 대경선 광역전철의 개통에 따라 대경선 전용 5번 승강장을 개방했다. 스크린도어가 설치되어 있고, 1면 1선만 이용한다.
| ↑동대구            |
| \| ４３ \| ２１ \| |
| 남성현↓            |

| 1 | 경부선   | ITX-새마을·무궁화호         | 부산 · 마산 · 진주 방면 |
| 2 | 경부선   | KTX · ITX-새마을 · 무궁화호 | 부산 · 마산 · 진주 방면 |
| 3 | 경부선   | KTX · ITX-새마을 · 무궁화호 | 서울 · 대전 · 동해 방면 |
| 4 | 경부선   | ITX-새마을·무궁화호         | 서울 · 대전 · 동해 방면 |
| 5 | ● 대경선 |                             | 동대구 · 대구 · 구미    |

## 사진

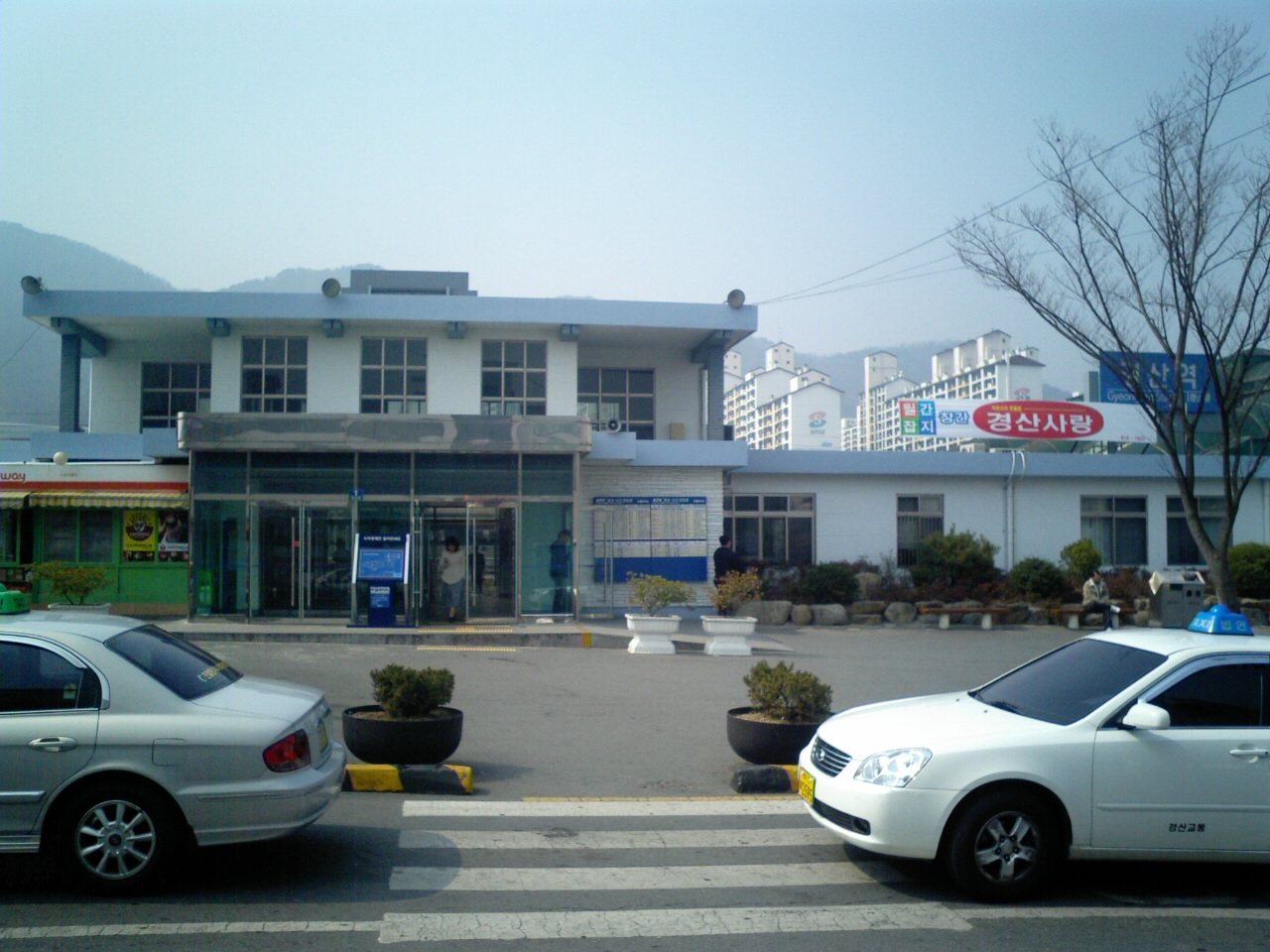
역사
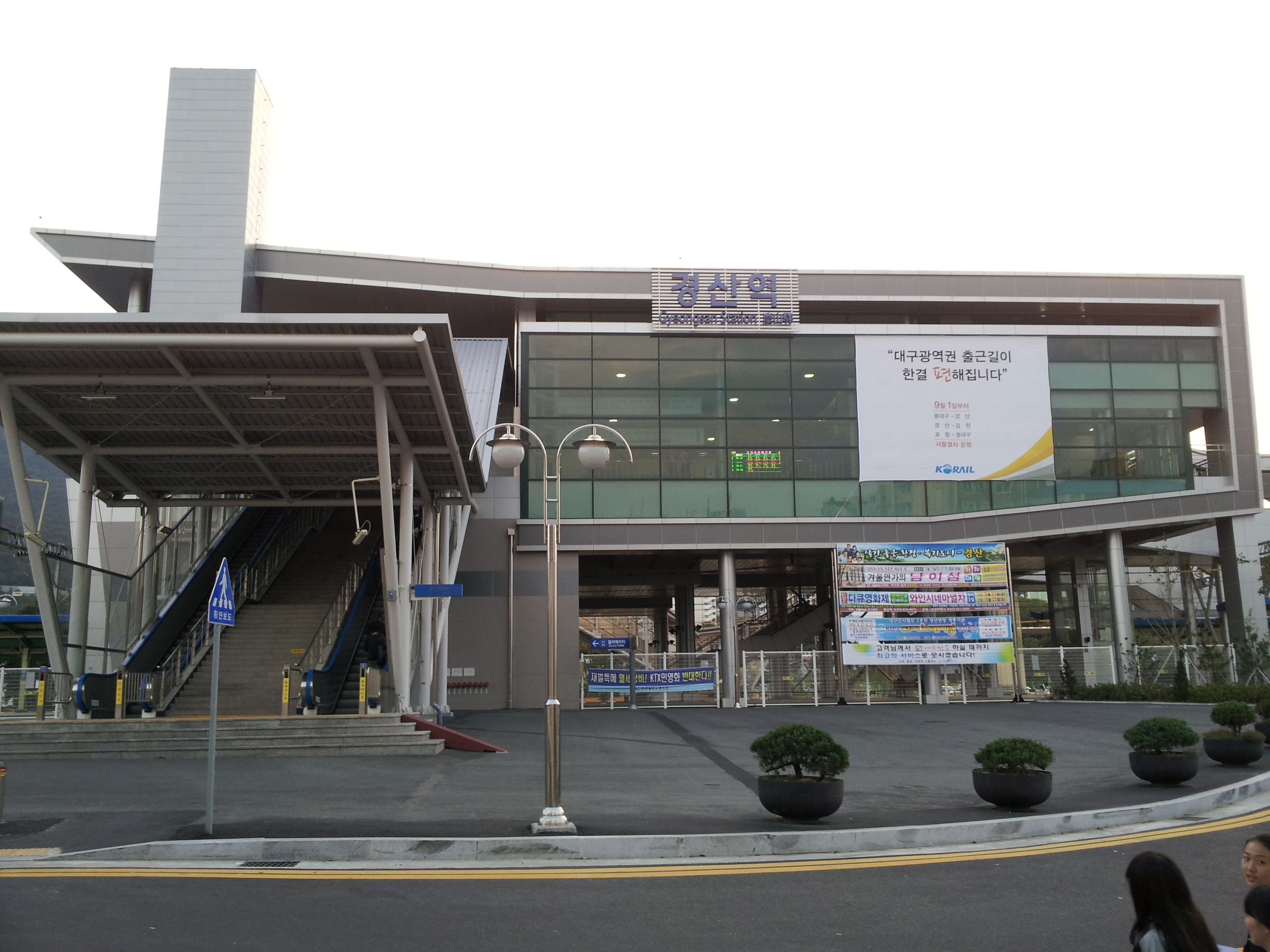
외부 (정면)
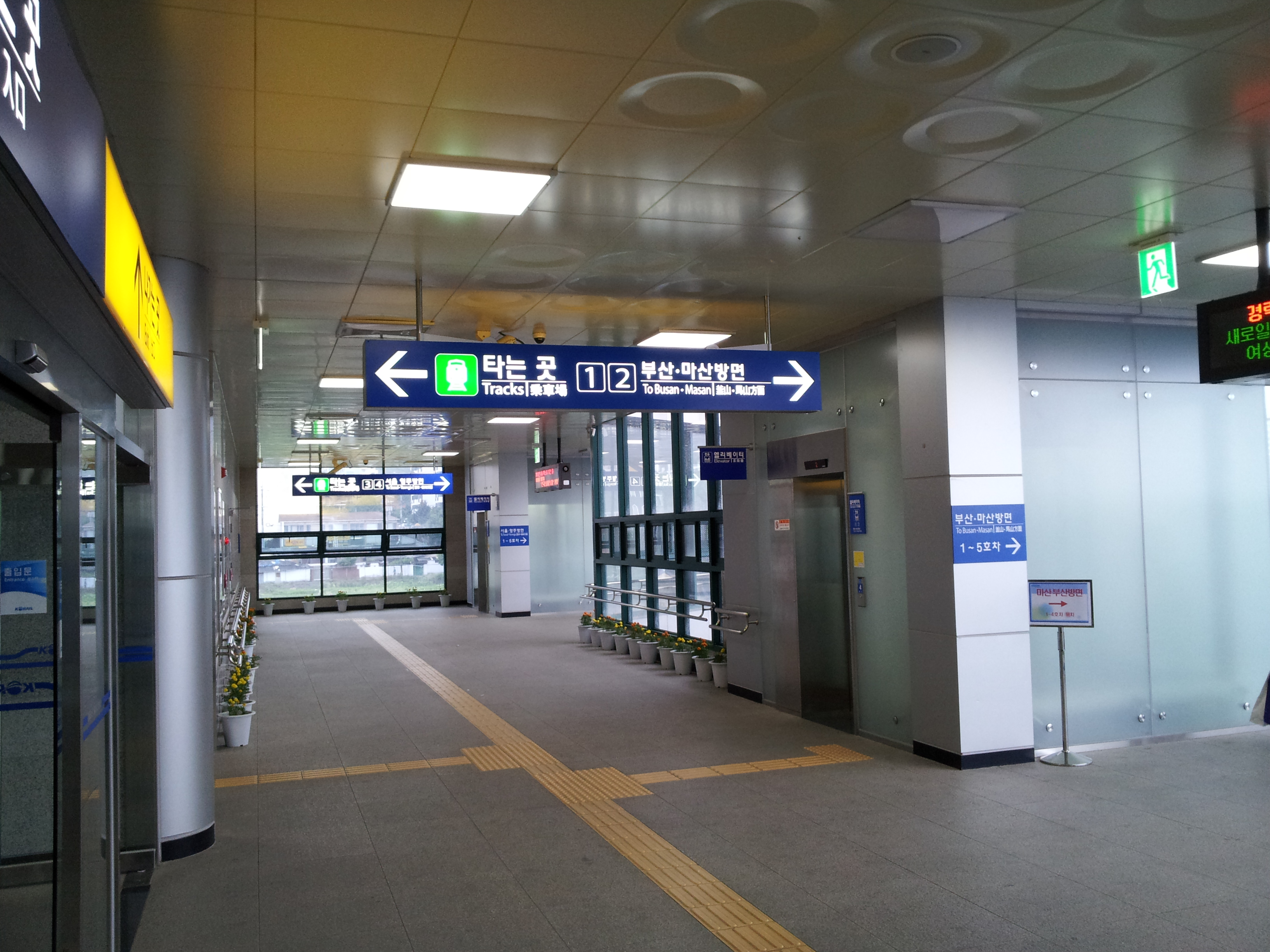
역사 내부 (복도)
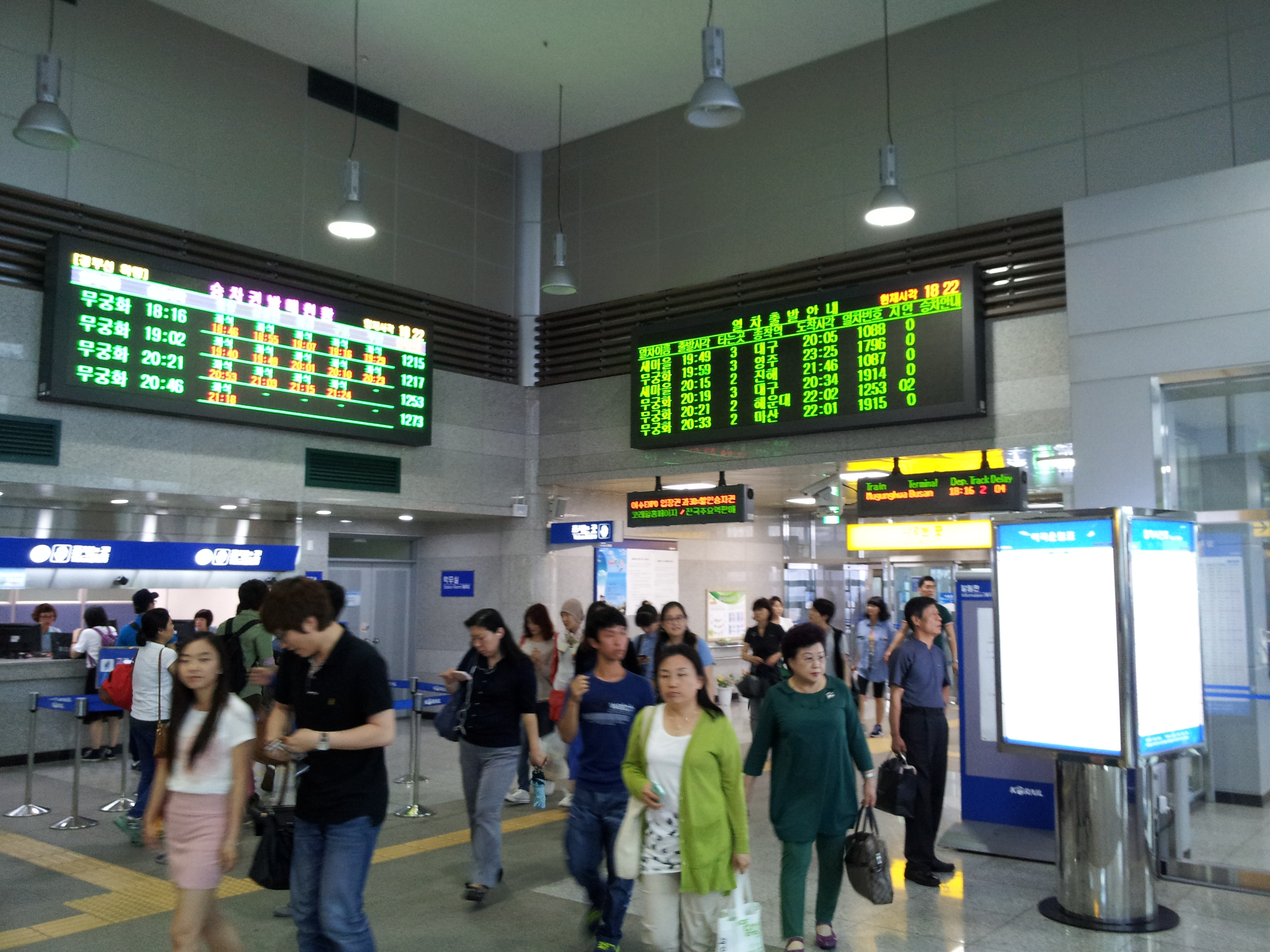
역사 내부 (매표소, 개찰구)
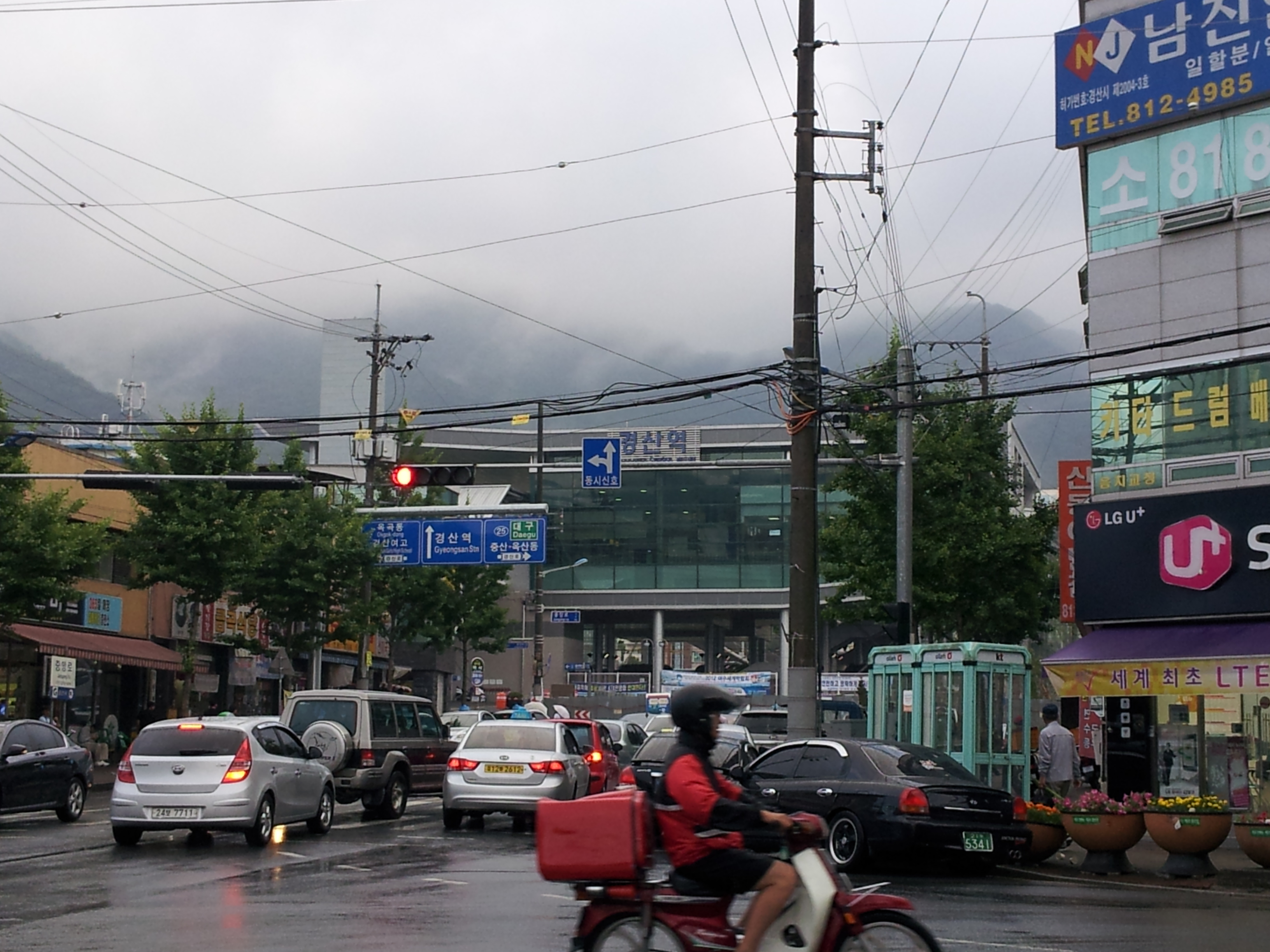
역사 외부 (역전 사거리)
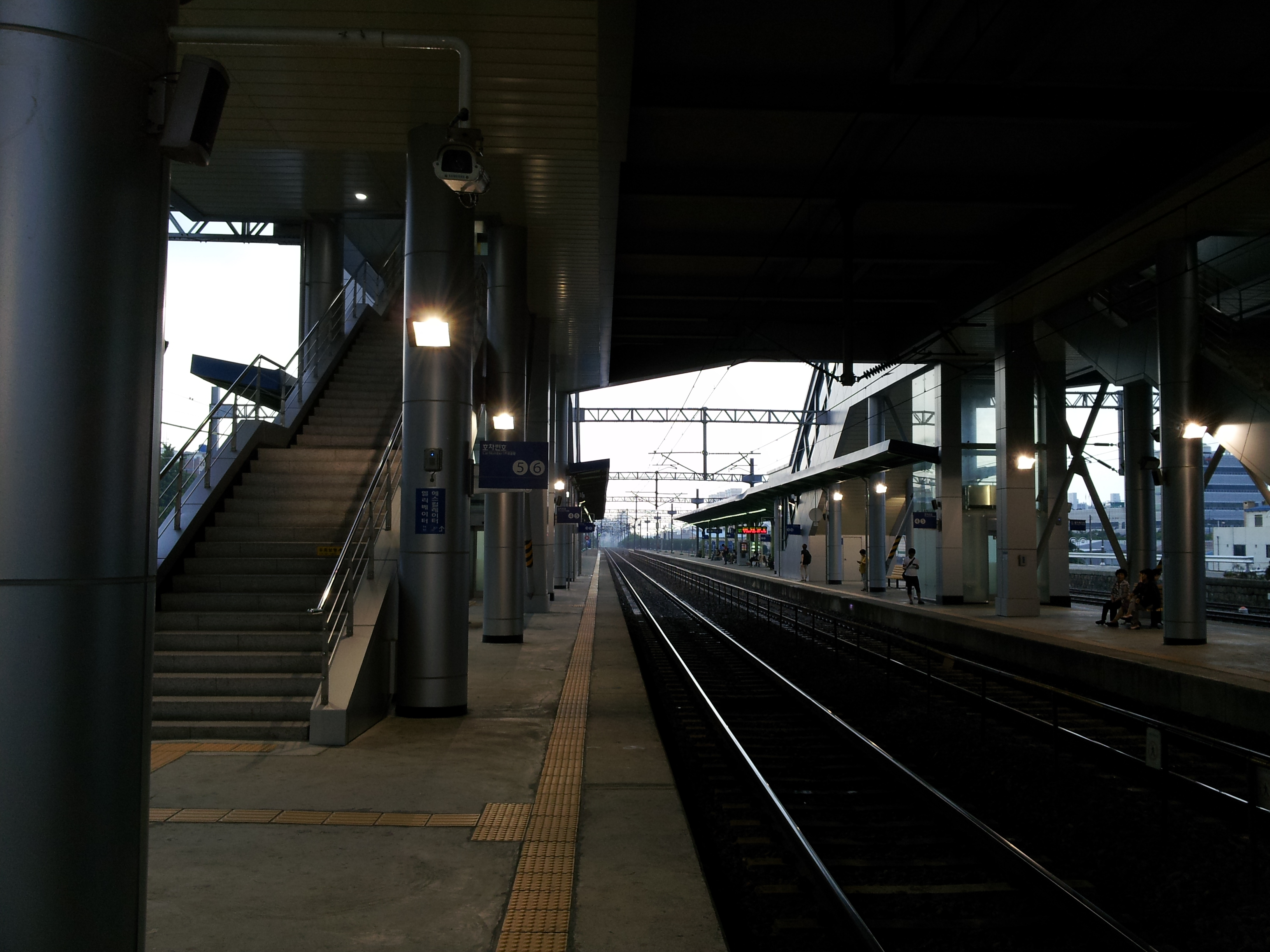
승강장 (서울 방면)
역사 외부 (선로쪽)
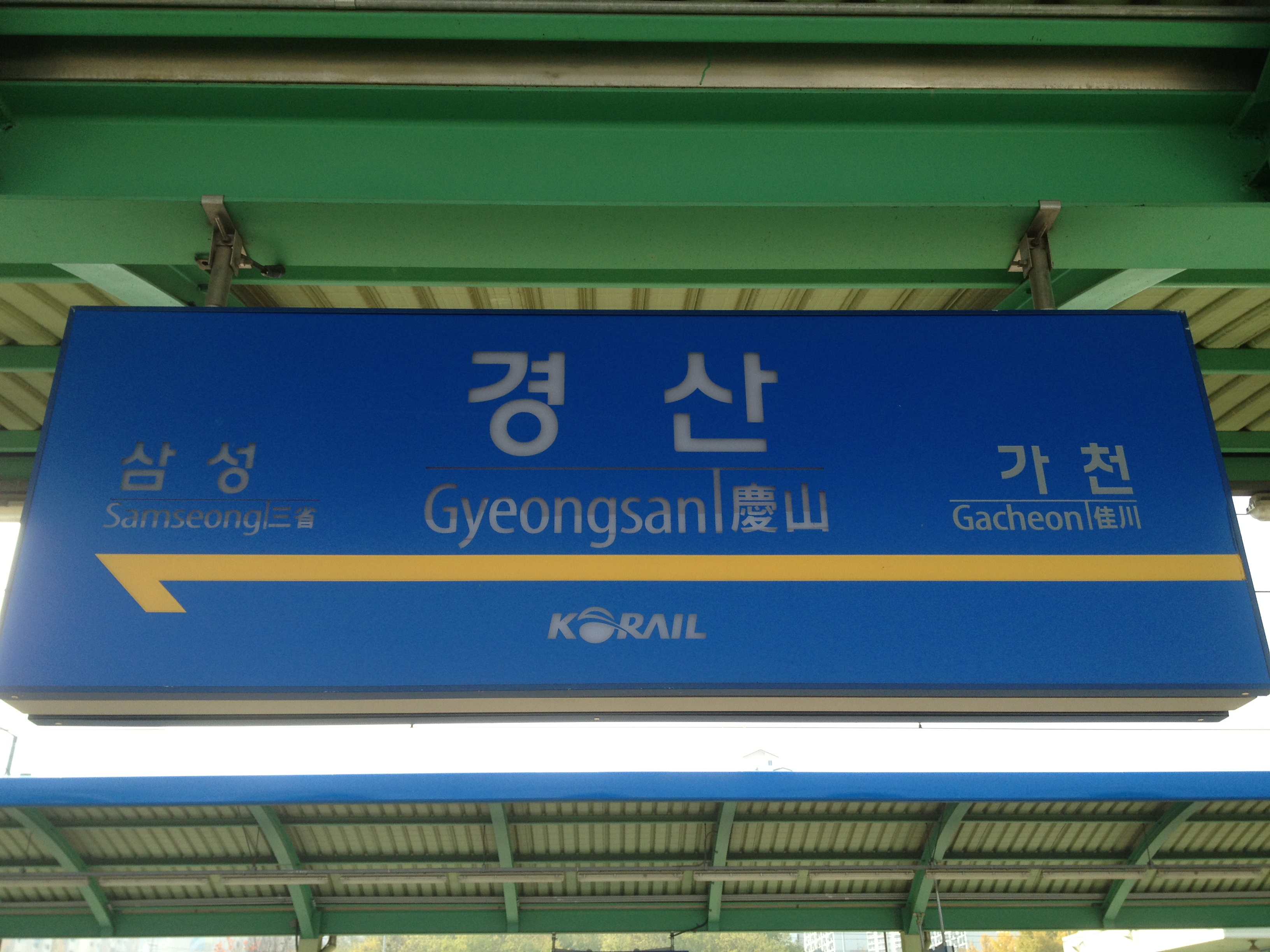
역명판
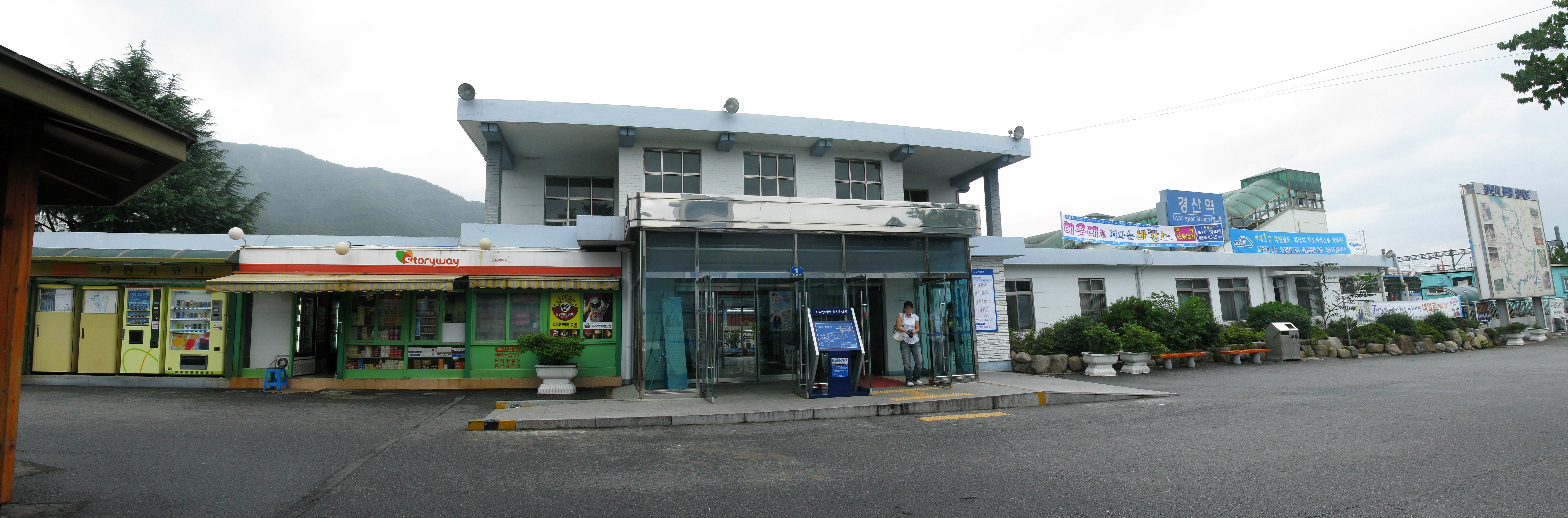
경산역 (2009. 08. 12.)
승강장

## 인접한 역
| KTX                   | KTX                             | KTX                          |
| --------------------- | ------------------------------- | ---------------------------- |
| 동대구 행신 방면      | KTX 경부선 구포 경유            | 밀양 부산 방면               |
| 동대구 행신 방면      | KTX 경전선                      | 밀양 진주 방면               |
| 새마을호              |                                 |                              |
| 동대구 서울 방면      | ITX-새마을 경부선·동해선·경전선 | 청도 부산·신해운대·진주 방면 |
| 무궁화호              |                                 |                              |
| 동대구 서울 방면      | 무궁화호 경부선·경전선          | 남성현 부산·진주 방면        |
| 대경선 (경부선)       |                                 |                              |
| K116 동대구 구미 방면 | ● 대경선                        | 시·종착역                    |